# 日永沙絵子
日永 沙絵子（ひなが さえこ）は、日本の歌手、女優。
1990年に「樋口沙絵子」としてデビュー。1997年にアルバム「EARTH MUSIC MAGIC 97」（Magic Island Records）を発売した頃より現在の姓に改名。
1999年12月にバンドgroovy groupieを結成。また、2005年から宇都宮隆主宰のバンドU_WAVEにもコーラス＆パフォーマンスとして参加している。
2022年7月22日逝去。
かねてより病気療養中であった。

## ディスコグラフィー

### シングル
- 樋口沙絵子
  - Stardust rain
  - Make it happen
  - How are you?
  - Start over today　同和火災海上(現・あいおいニッセイ同和)TVCM曲
  - 背中　映画｢罪と｣エンディングテーマ
  - 静かにしないで　TV朝日｢超天然銀｣テーマ曲
  - 未来への約束　映画｢GHOST IN THE SHELL / 攻殻機動隊｣イメージソング
- groovy groupie
  - Flow into the night（2001年3月10日）
- U_WAVE
  - Daydream Tripper（2006年4月26日） アニメ『エンジェル・ハート』エンディングテーマ
  - In This World（2006年9月6日）

### アルバム
- 樋口沙絵子
  - Make it happen
  - Remember your love
  - Tokyo Body
  - 夢見がち
  - Romanesque
  - PROJECT 2501 REAL IMAGE COLLECTION OF 攻殻機動隊 ～dialogue & sound effect～（1996年11月21日）
- 日永沙絵子
  - EARTH MUSIC MAGIC 97
- groovy groupie
  - groovy-mood（2003年10月16日）
- U_WAVE
  - U_WAVE（2006年9月6日）
- E.O.D
  - オリジナルサウンドトラック The Melody of Wellber（2007年6月6日）

アニメ「ウエルベールの物語 〜Sisters of Wellber〜」オープニング＆エンディングテーマ収録
E.O.Dはこのアニメの為に土橋安騎夫と結成したユニット。
エンディングテーマ「絆 -eternal rainbow-」ではボーカルの他作詞も担当。